# Quand j'étais capitaine
Quand j'étais capitaine est un roman de Bernard Clavel  paru en 1990 aux éditions Albin Michel  (ISBN 2-226-03986-4), puis en collection de poche aux éditions J'ai lu en 1993  (ISBN 2-277-23423-0). Il fait suite aux six volumes de la série « canadienne » Le Royaume du Nord à laquelle il se consacre de 1983 à 1989.
À partir de 1956, Bernard Clavel a écrit trois grandes séries romanesques, des nouvelles et des livres pour la jeunesse, mais aussi beaucoup de romans qui développent le plus souvent des thèmes sur la défense de la nature et l'environnement ainsi que le rejet de la guerre et de la violence.

## Présentation

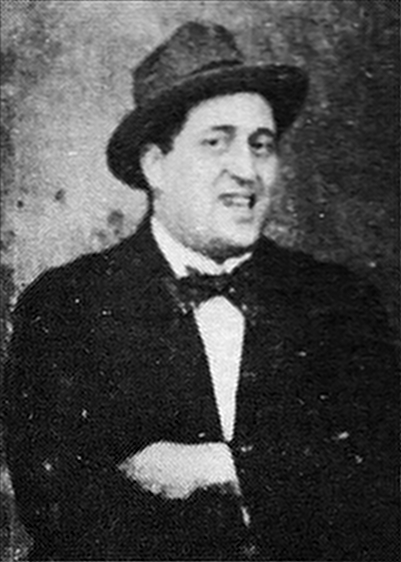
Apollinaire en 1914

Bernard Clavel a toujours eu des comptes à régler avec les militaires, en témoigne des ouvrages comme Le massacre des innocents ou Lettre à un képi blanc. Ce livre se situe dans cette logique où il s'essaie à transcrire cette nostalgie d'une certaine pratique militaire au bon temps des colonies qui est évoquée à travers la nostalgie de son héroïne Léa Moureau. C'est sans doute pour cette raison qu'il a choisi de placer en exergue ce texte de Guillaume Apollinaire : « Où sont-ils ces beaux militaires, soldats passés où sont les guerres, où sont les guerres d'autrefois ? »
Mais le thème essentiel reste cette solitude à deux que vivent Léa et son beau-frère Henri, surtout Léa qui n'a pas eu d'enfant. Clavel a largement puisé dans ses émotions d'enfant, dans ses souvenirs avec par exemple son oncle, ancien officier des 'Bat d'AF'. Dans la présentation, il écrit : « J'avais envie d'un moment d'écriture bonheur après tant d'années d'écriture drame et malheur. Même s'il m'est arrivé de verser une petite larme, je me suis bien amusé avec ces deux vieux souvent plus enfants que la marmaille qui vient troubler leur sieste. »
Il conclut par cette note optimiste qui effectivement tranche avec les romans qu'il écrira ensuite Meurtre sur le Grandvaux l'année suivante en 1991, La Révolte à deux sous en 1992 et Cargo pour l'enfer en 1993 : « Après la morsure des hivers, le soleil des vacances finit toujours par revenir, même si c'est pour annoncer d'autre saisons de nuit, de tourmente et de solitude. »

## Résumé
Léa Moureau est une vieille dame très digne qui tient sa canne comme une arme, et très malheureuse depuis qu'elle a perdu Charles, son cher époux. Une dame au caractère bien trempé et aux idées bien arrêtées. Ses relations avec son beau-frère Henri Gueldry sont tumultueuses, tempéraments différents qui se frottent, surtout depuis le décès sa sœur Lolotte. Elle vit dans le souvenir de son mari et de son passé; nostalgie, elle plonge les mains dans ce passé, en extrait des objets dérisoires, témoins du temps où Charles était capitaine dans les troupes coloniales.
Dans ce roman, Bernard Clavel évoque le temps des bateliers qui se battaient avec le fleuve alors sauvage, vierge des barrages qui vont
Ils sont veufs tous les deux mais Henri a un fils Baptistequi doit lui rendre visite pour les vacances de Noël avec ses trois enfants, l'aîné Adrien, Denis et la petite dernière Colette. Pour l'instant, elle a une lubie : retrouver les armes planquées dans le jardin de son beau-frère Henri Gueldry. Ce noël est vraiment froid Léa Moureau fait des emplettes pour un pauvre réveillon à deux, avec Henri. Son fils Baptiste et sa famille ne sont pas venus comme il l'avait promis.
Puis l'été est revenu, Léa et Henri attendent impatiemment Baptiste et sa petite famille, en se chamaillant comme toujours. Sous des dehors d'adjudant-chef hautaine et sans concession, Léa Moureau cache ses fragilités, son mari trop tôt disparu, cet enfant qu'elle n'a pas eu, l'âge et la solitude qui la submergent quelquefois. Les trois enfants, Adrien, Denis et Colette ont fini par arriver… sans leurs parents, retenus pendant quelques jours pour d'obscures raisons. Léa est aux anges, Henri toujours aussi bavard et grognon.
Léa ne démord pas de son idée : retrouver les armes enterrées dans le jardin par son mari. Et les enfants vont l'y aider croit-elle : ils creusent près du hangar, un jeu entre chasse au trésor et guerre des tranchées. Mais tout ceci n'est-il pas plutôt pour Léa prétexte pour être le plus possible avec ses neveux, les regarder s'ébattre dans le jardin, aller à la rivière avec son ami Mimile qui connaît par cœur les bons coins de pêche, les faire défiler au rythme de la musique de 'sambre et meuse' ou la marche des 'Bat'd'Af' (les bataillons d'Afrique). Les enfants se prennent au jeu et, avec des copains, refont la guerre des tranchées, jouent à la 'guerre des boutons' avec la bande rivale de Rousselot.
Ces quelques jours de vacances sont terminés et Léa en a gros sur le cœur. La routine s'est de nouveau installée, Henri toujours aussi bavard ressasse les mêmes souvenirs qui la fatiguent et, songeuse, elle lui dit tout à coup : « A nos âges, on ne sait jamais si on ne vient pas de les embrasser pour la dernière fois… »
Oui, j'étais capitaine. Après tout, à la guerre,

Un homme, c'est de l'ombre, ça ne compte guère…
— Victor Hugo, La légende des siècles, XLIX, Le temps présent, 1874